# ホリー・マリー・コームズ
ホリー・マリー・コームズ（Holly Marie Combs, 1973年12月3日 - ）はカリフォルニア州サンディエゴ出身の女優である。

## 概略
父親が17歳、母親が15歳の時にカリフォルニアのサンディエゴに生まれるが、両親は生後2年で別れ、以後母親と共に様々な土地に移り住むようになる。7歳でニューヨークに落ち着き、10歳の頃からTV・CMで活躍するようになる。
1992年公開のハル・ハートリー監督作品、『シンプルメン』にも出演し評価を高め、1992年開始のテレビドラマ『ピケット・フェンス ブロック捜査メモ』に娘役で出演して注目を浴び、1995年の『A Reason to Believe』ではヌードを披露した。
1998年から始まった『チャームド 魔女3姉妹』で次女役を演じて好評となり、第5シーズンからはプロデューサーを兼任した。
2010年から2017年まで『プリティ・リトル・ライアーズ』でメインキャストの女子高生、アリアの母親役を演じた。

## 人物
15歳の頃から煙草を吸っていたと告白。
右の眉が少し切れているのは、幼児期にハイハイから歩く練習をしていた時にテーブルに頭をぶつけ切ってしまった跡。
犬や猫や馬など多くの生き物を飼っている。

### 結婚
1993年に俳優のブライアン・トラビス・スミスと結婚するが、1997年に離婚。
2004年の2月14日にチャームドのスタッフ、デイビッド・ドノホと再婚し、2011年に離婚。男児3人（長男：2004年4月、次男：2006年10月、三男：2009年5月）に恵まれ母である。長男を妊娠した時はチャームドに出演中だったため、作中でも妊娠している設定になった。三男は帝王切開により生まれた。

### 交友関係
『チャームド』で競演したシャナン・ドハーティとは彼女が降板後もプライベートで仲が良く、現在でもその交流は続いており親友同士である。自身が第二子を妊娠中でも、第一子を連れて来て会うほどである。ホリーが『チャームド』に出演することになったのは、シャナンの勧めがあったからである。シャナンとは、2015年のリアリティー番組Off the Map with Shannen & Hollyでも再度共演している。
アリッサ・ミラノの結婚式ではブライズメイドを務めた事がある。

## 出演作品

### 映画
- スウィート・ハート・ダンス sweet hearts dance （1988）
- シンプルメン Simple Men （1992）
- Dr.ギグルス Dr. Giggles （1992）
- A Reason to Believe （1995）
- マザーズ・マーダー our mother'murder daughters（1996）テレビ映画
- 隣人は闇に潜む Point of Entry （2008）テレビ映画
- Mistresses  （2009）テレビ映画

### テレビドラマ
- ピケット・フェンス ブロック捜査メモ Picket Fences （1992～1996）
- チャームド〜魔女3姉妹〜 Charmed （1998～2006）
- プリティ・リトル・ライアーズ Pretty Little Liars （2010～2017）